# BOINC를 기반으로 하는 프로젝트 목록
이 목록은 버클리 네트워크 컴퓨팅을 위한 공개 기반인 BOINC을 기반으로 하는 프로젝트 목록이다.

## 활동중인 프로젝트

### 생물학
- GPUGRID.net — 특별히 플레이스테이션 3의 셀 프로세서와 엔비디아의 그래픽 처리 장치(GPU)에 최적화된 충분한 원자의 생물학적 분자의 시뮬레이션을 연구하는 프로젝트[1]
- Malariacontrol.net — 말라리아의 역학적인 확률론적 분석과 자연에서의 말라리아의 역사연구.[2]
- POEM@Home — 앤핀선의 도그마를 이용한 단백질 접이 모델 분석 프로젝트.[3]
- RALPH@home — Rosetta@home의 공식 알파 테스트 프로젝트.[4]
- Rosetta@home — 단백질 구조에 대해서 예측하고, 디자인하는 프로젝트.[5]
- SIMAP — 분산 컴퓨팅을 이용한 연속적인 유사성이 있는 단백질 데이터베이스 구축 프로젝트. 2014년 말에 종료될 예정이다.[6]
- Superlink@Technion — 유전자 연관을 이용하여 유전병을 일으키는 표적 유전자에 대한 신뢰할 수 있는 분석을 연구하는 프로젝트[7]
- The Lattice Project — 생물학의 여러 문제들을 연구하는 프로젝트.
- World Community Grid - BOINC를 이용한 여러 생물학 관련 질병(에이즈 치료, 소아암 치료, 말라리아 치료 등)이나 환경 문제를 연구하는 프로젝트[8]

### 지구 과학
- Climateprediction.net — 21세기의 기후를 예측하기 위해서 시도중인 프로젝트.

### 물리학 & 천문학
- Cosmology@Home — 우리 우주를 묘사한 최고의 모델과, 가능한 데이터내에서 있음직할 물리 우주론 모델을 찾는 프로젝트.[9]
- Einstein@Home — LIGO와 GEO 600을 이용하여 중력파와 블랙홀, 펄사 등을 찾아내는 프로젝트.[10]
- LHC@Home — CERN의 거대 하드론 충돌기(Large Hardron Collider, LHC)에서 움직이는 입자를 시뮬레이션하는 프로젝트.[11]
- MilkyWay@home — 슬론 디지털 전천탐사의 데이터를 사용하여 은하수 은하의 구조를 추론해내는 프로젝트.[12]
- QMC@Home — 양자 몬테 카를로 알고리즘을 이용하여 분자구조와 분자의 반응성을 예측.[13]
- SETI@Home — 외계 지적 생명체가 수신한 메시지나 전파를 찾는 프로젝트.[14]
- SETI@Home beta — 메인 프로젝트인 SETI@Home 프로젝트의 최신 실험 환경. AMD(ATi) GPU 연산을 제공한다.
- Asteroids@home — 소행성 천체의 밝혀진 일부로부터 모양과 회전을 알아내는 프로젝트.

### 수학
- ABC@Home — ABC 추측문제의 풀이를 시도.
- PrimeGrid — 거대 소수찾기 프로젝트.
- Enigma@Home — 에니그마 암호를 해독하는 프로젝트.
- SZTAKI Desktop Grid — 이진법, 이진수를 귀납할 수 있는 방법을 찾는 프로젝트.
- WEP-M+2 — 메르센 소수의 인수 분해를 연구하는 프로젝트.

### 인공지능&로봇
- MindModeling@Home — 인간 마음의 인식 모델 구조화를 위한 프로젝트.

### 기타
- BURP — 공공 분산 컴퓨팅을 이용하여 3D 컴퓨터 그래픽 렌더링을 개발하는 프로젝트.

## 미래의 프로젝트
아래의 프로젝트들은 개발 단계에서 알파 혹은 베타 단계에 있다.

### 수학
- Distributed Exact Cover Solver — Dancing Link 알고리즘 버전을 이용한 Exact Cover 문제 해결.[15] (알파)
- Rectilinear Crossing Number — 그래프에서 주어진 정렬된 값들의 최소 Crossing Number 찾기.[16] (베타)
- Riesel Sieve — Riesel 수의 풀이를 시도하는 프로젝트. (베타)

### 게임
- Eternity2.net — 이터니티 II 퍼즐의 풀이 탐색.[17] (알파)
- pPot Tables — handstrength의 상호적 계산 및 텍사스 홀뎀에서의 모든 카드 조합에 대한 1카드 예견에 대한 가능성[18] (알파)
- Project Sudoku — 쉽지 않은 스도쿠의 시작에 대한 설정을 탐색.[19] (알파)

### 미술
- RenderFarm@Home — 공공 분산 컴퓨팅을 이용한 3D 랜더링.[20] (Alpha)

### 인공지능
- Artificial Intelligence System — 인간의 두뇌를 시뮬레이팅 하며, 인간의 두뇌와 인공 자각, 그리고 강 인공지능을 비교함]. (알파)

### 생물학
- Predictor@home — 상동 모델링을 이용하여 알려진 구조와 동일한 단백질을 비교하며, 그 단백질의 구조를 추론해내는 프로젝트 (알파)
- Proteins@home — DNA 구조를 연역해, 단백질을 만드는 프로젝트. (알파)
- SciLINC — 식물 종들의 디지털 라이브러리 색인구축[21][22] (알파)

### 물리학
- Leiden Classical — 과학자와 과학을 배우는 학생을 위한 일반 고전역학 그리드[23] (베타)
- LHC@home Alpha — LHC@Home의 공식 알파 실험 프로젝트.[24] (Closed Alpha)
- LHC+@home — LHC@Home의 또다른 알파테스트용 프로젝트. BOINC 매니저 프로그램 상에는 test4theory@home으로 표기된다. (알파)
- - 나노기술로 제작된 물질의 자성을 연구하는 프로젝트.[25] (Alpha)
- Nano-Hive@Home — 큰 규모의 나노기술 체제에 대한 시뮬레이션.
- Pirates@home — 현재 다른 프로젝트로 사용하기 위해, BOINC 포럼 소프트웨어를 테스트하는 데 사용되는 프로젝트: 우주를 이해하는 상호 적용.
- RND@home — 안테나의 효율적 배열에 대해 계산하며, NP-난해 최적화 문제를 다루고 있다. 이 프로젝트는 모집단-기반 증분 학습 알고리즘을 사용하고 있다.[26]

### 지구 과학
- Quake-Catcher Network — 가속도계를 이용한 인터넷이 연결된 컴퓨터로 지진을 예측하는 프로젝트.

### 기타 프로젝트들
- Ibercivis — 현재 핵분열, 단백질 결합 그리고 재료공학을 연구하는 프로젝트 (알파)

## 종료된 프로젝트
Cells@Home, Chess960@Home, Docking@Home, eOn, FreeHAL@home, Genetic Life, Hydrogen@Home, NQueens@Home, Magnetism@home, Orbit@Home, Ramsey@Home, SHA-1 Collision Search, Spinhenge@Home, μFluids@Home, Virtual Prairie

## 같이 보기
1. ↑  "GPUGRID.net" website
2. ↑  “"Malariacontrol.net" website”. 2011년 7월 18일에 원본 문서에서 보존된 문서. 2011년 7월 18일에 확인함.
3. ↑  “"POEM@Home website”. 2016년 3월 9일에 원본 문서에서 보존된 문서. 2016년 8월 29일에 확인함.
4. ↑  http://ralph.bakerlab.org/ 보관됨 2016-01-13 - 웨이백 머신 "RALPH@Home" website]
5. ↑  "Rosetta@Home" website
6. ↑  “"SIMAP" website”. 2011년 1월 22일에 원본 문서에서 보존된 문서. 2011년 1월 22일에 확인함.
7. ↑  “"Superlink@Technion" website”. 2007년 6월 28일에 원본 문서에서 보존된 문서. 2007년 5월 23일에 확인함.
8. ↑  World Community Grid
9. ↑  “"Cosmology@Home" website”. 2009년 4월 13일에 원본 문서에서 보존된 문서. 2014년 8월 17일에 확인함.
10. ↑  "Einstein@Home" website
11. ↑  “"LHC@Home" website”. 2020년 12월 24일에 원본 문서에서 보존된 문서. 2014년 8월 19일에 확인함.
12. ↑  "Milkyway@home" website
13. ↑  “"QMC@Home" website”. 2012년 1월 18일에 원본 문서에서 보존된 문서. 2012년 1월 18일에 확인함.
14. ↑  "SETI@Home" website
15. ↑  “"Distributed Exact Cover Solver" website”. 2008년 4월 9일에 원본 문서에서 보존된 문서. 2008년 1월 8일에 확인함.
16. ↑  Rectilinear Crossing Number website
17. ↑  “"Eternity2.net" website”. 2007년 9월 2일에 원본 문서에서 보존된 문서. 2008년 11월 23일에 확인함.
18. ↑  “"pPot Tables" website”. 2008년 9월 5일에 원본 문서에서 보존된 문서. 2008년 11월 23일에 확인함.
19. ↑  “"Project Sudoku" website”. 2007년 12월 29일에 원본 문서에서 보존된 문서. 2007년 12월 31일에 확인함.
20. ↑  “"RenderFarm@Home" website”. 2009년 3월 5일에 원본 문서에서 보존된 문서. 2008년 11월 23일에 확인함.
21. ↑  “"SciLINC" website”. 2008년 6월 23일에 원본 문서에서 보존된 문서. 2008년 11월 23일에 확인함.
22. ↑  Botanicus.org description of SciLINC
23. ↑  “"Leiden Classical" website”. 2010년 10월 6일에 원본 문서에서 보존된 문서. 2008년 11월 23일에 확인함.
24. ↑  “LHC@home website”. 2006년 9월 7일에 원본 문서에서 보존된 문서. 2008년 11월 23일에 확인함.
25. ↑  “"Magnetism@home" website”. 2008년 12월 21일에 원본 문서에서 보존된 문서. 2008년 11월 23일에 확인함.
26. ↑  “"RND@home" website”. 2008년 10월 14일에 원본 문서에서 보존된 문서. 2008년 11월 23일에 확인함.